# Індиговий (колір)
Індиговий — колір, середній між темно-синім та фіолетовим. В електромагнітному спектрі розташовується між 420 та 450 нм. Назва походить від рослини індиго, що росте в Індії, з якої добували відповідний барвник, що використовувався для фарбування одягу. Англійською колір називається — «indian blue».
Традиційно індиго зараховують до класичного семиколірного оптичного спектру, проте сучасні вчені не вважають його окремим кольором та класифікують як фіолетовий. Індиго та фіолетовий відрізняються від пурпурового, якого не видно в електромагнітному спектрі, однак пурпуровий колір можна отримати змішуванням синього та частини червоного кольорів.